# Stanica (stacja kolejowa)
Stanica – dawna stacja kolejowa w Jarnatowie, w gminie Lubniewice, w powiecie sulęcińskim, w woj. lubuskim, w Polsce. Została otwarta w 1912 roku przez KPEV. W 1950 roku nastąpiło jej zamknięcie i likwidacja.